# Strictly Come Dancing
Strictly Come Dancing é um programa de televisão britânico, com celebridades acompanhadas de parceiros de dança profissional competindo no Ballroom e danças latinas. O título do programa sugere uma continuação da série de longa execução Come Dancing, com uma alusão ao filme Strictly Ballroom. O formato foi exportado para mais de 40 outros países, inspirando o Dancing with the Stars, e também inspirou uma spin-off temática de dança moderna Strictly Dance Fever. 
O programa foi exibido na BBC One, desde 15 de Maio de 2004, principalmente nas noites de sábado com uma seguintes resultados mostrados domingo à noite (com algumas exceções). A 11.ª temporada terminou em 21 de Dezembro de 2013 e mais dez especiais de Natal autônomos também foram produzidos, em anos consecutivos entre 2004 e 2013. Nove especiais de caridade também foram produzidos desde 2008. Desde a quarta série, o programa também foi transmitido em alta definição na BBC HD e BBC One HD da série 8. No Brasil, desde 20 de novembro de 2005, a TV Globo exibiu 17 temporadas da versão brasileira Dança dos Famosos, como quadro do programa Domingão do Faustão, que foi extinto em 2021. Com a extinção do programa, o quadro se transformou no programa próprio Super Dança dos Famosos, retornando a ser quadro em 2022 no programa Domingão com Huck.